# Technikum (przystanek kolejowy)
Technikum (biał. Тэхнікум; ros. Техникум) – przystanek kolejowy w miejscowości Marina, w rejonie puchowickim, w obwodzie mińskim, na Białorusi. Położony jest na linii Homel - Żłobin - Mińsk.
Nazwa pochodzi od znajdującego się w pobliżu koledżu agrorno-technicznego (Marinahorski Dziarżauny Ahrarna-Techniczny Koledż).